# Вжесіна (Вармінсько-Мазурське воєводство)
Вжесіна (пол. Wrzesina) — село в Польщі, у гміні Йонково Ольштинського повіту Вармінсько-Мазурського воєводства.
Населення — 406 осіб (2011).

## Демографія
Демографічна структура станом на 31 березня 2011 року:
|          | Загалом | Допрацездатний вік | Працездатний вік | Постпрацездатний вік |
| -------- | ------- | ------------------ | ---------------- | -------------------- |
| Чоловіки | 216     | 54                 | 145              | 17                   |
| Жінки    | 190     | 40                 | 113              | 37                   |
| Разом    | 406     | 94                 | 258              | 54                   |